# Barbara Blasin
Barbara Blasin (1973.), diplomirana grafička dizajnerica sa Studija dizajna pri Arhitektonskom fakultetu u Zagrebu. 

## Životopis
Rad počinje kao fotografkinja u časopisu Arkzin 1997. godine. Bavi se dizajnom i fotografijom te je surađivala na raznim interdisciplinarnim i istraživačkim projektima. Izlagala je samostalno i na mnogim grupnim domaćim i međunarodnim izložbama. 
Dobitnica je nagrade Hrvatske sekcije AICA-e (International Association of Art Critics) na Zagrebačkom salonu 2008. i 2011. godine. Autorica je istraživačkog projekta "Ženski vodič kroz Zagreb" (2004. – 2006.) Autorica je izložbe "Širite ženski svijet! Dizajn progresivnih časopisa u periodu 1934. – 1946.", u produkciji Hrvatskog dizajnerskog društva, 2019. godine. S Kosjenkom Laszlo Klemar autorica izložbe "Selo u reportažnoj fotografiji Toše Dapca 1930-ih – 1950-ih", u sklopu 12. izdanja Dana fotografije arhiva Tošo Dabac, 2020. godine. Koautorica je projekta „Žene i tehnika – prema rodno uključivom muzeju“ te izložbe „Žene i tehnika“ u Tehničkom muzeju Nikola Tesla. S likovnim kritičarem, kustosom i voditeljem HDD galerije Markom Golubom i grafičkom dizajnericom Sanjom Bachrach-Krištofić autorica je izložbe "Sindikat žena - dizajn feminističkih promotivnih materijala od 80-ih do danas", 2024. godine, u produkciji Hrvatskog dizajnerskog društva. 
Članica je Centra za ženske studije i ULUPUH-a. Živi i radi u Zagrebu.

## Vanjske poveznice
- ŠIRITE ŽENSKI SVIJET! Dizajn progresivnih ženskih časopisa 1934. – 1946. (27.6. – 12.7.2019.)
- Mreža dizajnerskog sjećanja